# Synagogue de Tcheliabinsk
La synagogue de Tcheliabinsk (Челябинская синагога) est une synagogue située en Russie à Tcheliabinsk. Elle donne rue Pouchkine dans le district central de la ville. 

## Histoire
Les premiers juifs arrivent à Tcheliabinsk dans les années 1840 et sont représentés par quelques jeunes hommes cantonistes d'écoles d'Orenbourg et de Troïtsk. Ils s'installent à Tcheliabinsk et fondent leurs familles. Lorsque le Transsibérien se construit, la population de Tcheliabinsk augmente fortement, ainsi la population juive compte en 1894, un nombre de 104 habitants (0,6% de la population de la ville), et déjà en 1901 les habitants juifs sont au nombre de 686 (3% de la population de la ville). La plupart des juifs de Tcheliabinsk sont dans le commerce du blé ou du thé, ou tiennent des boutiques ou ateliers de plomberie, meubles, chapellerie, prêt-à-porter, etc. 
À la fin des années 1860, la communauté juive acquiert une petite maison pour en faire une maison de prières. Les premiers rabbins y travaillent: Ber Hein, le rabbin officiel Abram Yakovski et le schoihet Haïm Auerbach. Dans les années 1880, l'on construit une petite synagogue de bois à la limite Nord de la ville. En 1894, le marchand de la 2e guilde Solomon Bren lègue à la communauté juive de la ville un terrain en friche donnant rue Masterskaïa (aujourd'hui rue Pouchkine) pour y faire construire une synagogue. Le permis de construire est accordé par un décret du consistoire spirituel d'Orenbourg, le 16 décembre 1900. Le 21 mars 1901, l'assemblée municipale de la ville de Tcheliabinsk avise qu'elle ne voit pas de motif d'opposition à la construction de ce lieu de culte. 

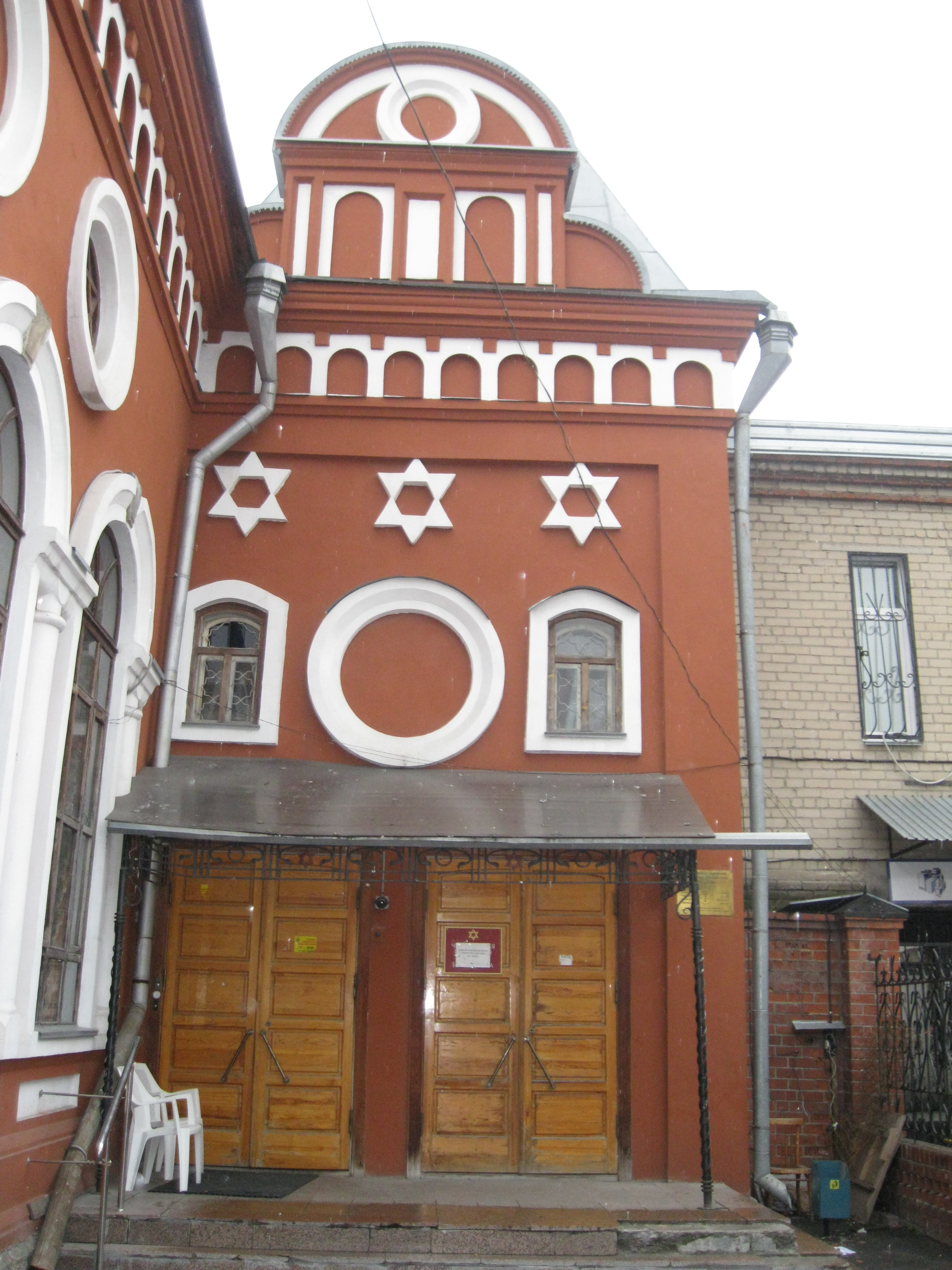
Entrée.

Les travaux de construction d'une synagogue en briques commencent en 1903, financés par la communauté locale; cependant le peu de moyens financiers de ses membres retarde les travaux qui sont terminés en 1905. Une école juive et une société d'entraide aux juifs pauvres sont ouvertes aussi auprès de la synagogue. Pendant la Première Guerre mondiale, elle s'occupe également des réfugiés juifs arrivés en ville et prend sous son patronage les familles démunies touchées par la guerre.
Après la Révolution d'Octobre, la communauté juive est démantelée, puis en 1919 les livres en hébreu sont confisqués et interdits. En 1921, tous les objets du culte en argent sont confisqués. Finalement la synagogue est fermée par un décret municipal du 18 janvier 1929. Un club d'ouvriers du bâtiment de l'usine de tracteurs de Tcheliabinsk s'y installe, puis un atelier de prothèses. Au début des années 1990, le bâtiment abrite un entrepôt et atelier de prothèses orthopédiques.
Après la normalisation de la jeune fédération de Russie avec les différents cultes, la synagogue est rendue à la communauté juive et connaît une longue restauration. En 1997, l'on crée à cet effet une filiale du fonds de charité du Congrès juif russe. La restauration est terminée à l'hiver 1999-2000 avec l'aide du chef de l'administration de l'oblast de Tcheliabinsk, Piotr Soumine.

## Description

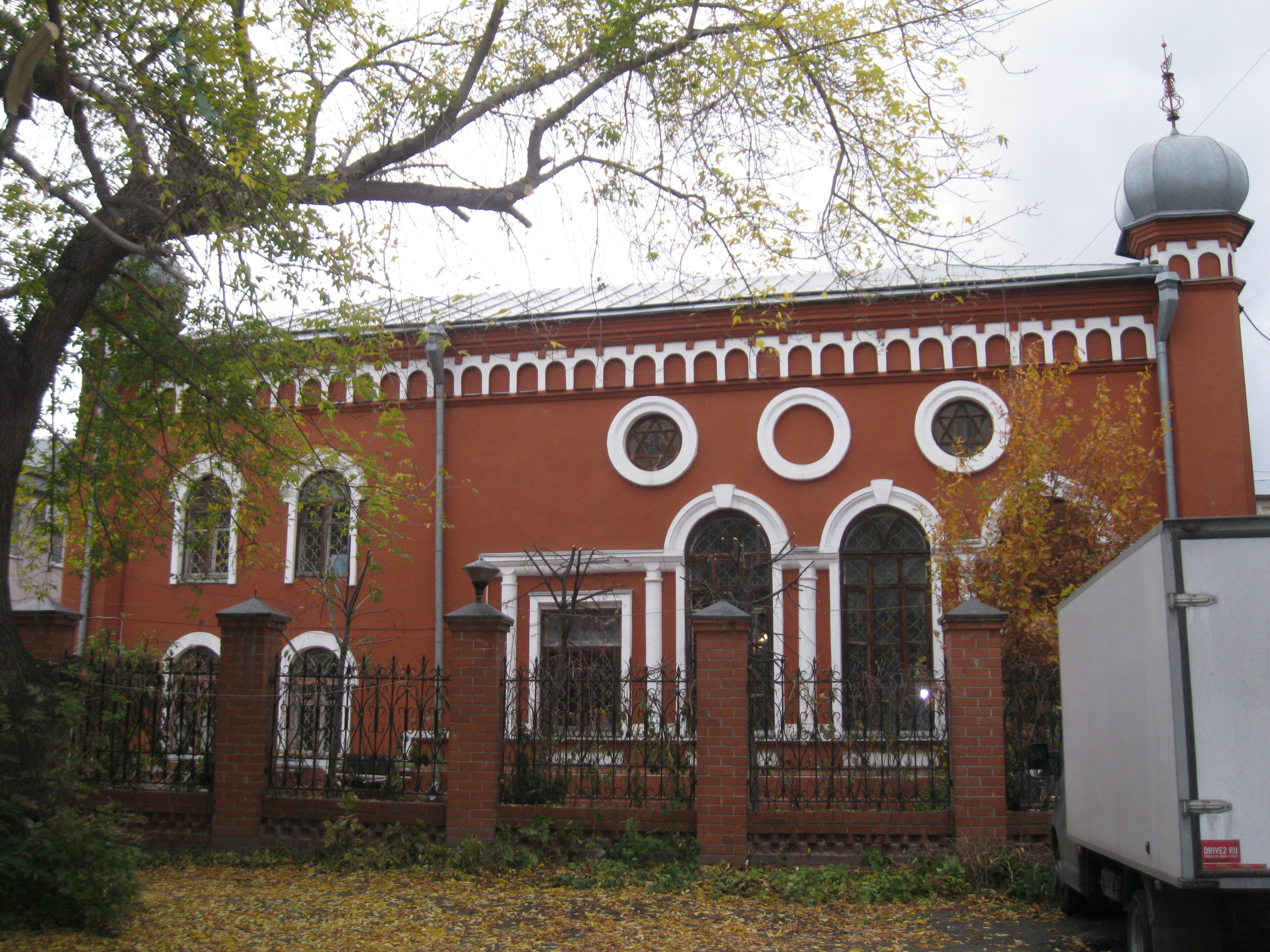
Vue de côté.

L'édifice de briques est de plan rectangulaire. La façade Est donne sur la rue Pouchkine. En son milieu, il y a une abside trièdre en saillie avec un attique au-dessus d'une frise de fausses fenêtres arquées. Les angles de cette façade sont couronnés chacun d'une petite coupole. Les fenêtres à plein cintre sont flanquées de colonnettes, et surplombées d'un oculus dont les croisillons forment une étoile de David. Sous la corniche profilée, l'édifice est orné d'une frise d'arcatures. 
L'édifice est reconnu comme monument architectural d'importance locale en janvier 1999.